# 巴里敦 (紐約州)
巴里敦（英語：Barrytown）是位於美國紐約州達奇斯縣的普查規定居民點。

## 人口
根據2020年美國人口普查的數據，巴里敦的面積為0.34平方千米，皆為陸地。當地共有人口100人，而人口密度為每平方千米294.12人。